# 苴國
苴國，先秦诸侯国，在今四川省广元市南。
蜀王封他的弟弟到汉中，号称苴侯，于是命他的城邑为葭萌（在今四川昭化一带）。苴侯与巴王和好，巴国与蜀为仇，所以蜀王大怒，伐苴國。苴侯奔巴，向秦国求救。秦灭蜀，苴地入秦。据《史记索隐》称：苴，音巴。即巴，或巴人的一支。两說不矛盾，漢中也是巴人地域，蜀侯弟之所以稱为苴侯，正是因为所封之地有“巴苴”人，或其地本屬巴苴。苴国百姓椎髻、行船棺葬。